# Educandário Santa Teresinha
Educandário Santa Teresinha é uma instituição de ensino privado localizado na cidade de Caicó, no Rio Grande do Norte, pertencente à Congregação das Filhas do Amor Divino. Fundado em 11 de outubro de 1925, no governo de José Augusto Bezerra de Medeiros (1923-1925), foi o primeiro estabelecimento de educação católica destinada a educação feminina em Caicó e também primeiro da Congregação Filhas do Amor Divino instalado na região Nordeste do Brasil.

## História

### Congregação
Esta Congregação foi fundada pela Madre Francisca Lechner, em Viena (Áustria) no dia 21 de novembro de 1868. O propósito era proteger as jovens que chegavam à cidade dando-lhes amparo e preparando-as no pleno escolar e profissional. A partir de Viena, a Congregação das Filhas do Amor Divino espalhou-se pela Europa, América do Norte e do Sul e África, chegando a dezesseis (16) países. No Brasil, para dar continuidade ao trabalho educacional e missionário da Madre Francisca Lechner, a Irmã Teresinha Werner desembarcou no Porto de Santos, em junho de 1920, juntamente com a Irmã Maria Constantina Resch e as noviças Erna Eck, Hedwig Hardegg e Margarita Engel, todas vindas de Graz na Áustria.
No Brasil, a Irmã Teresina Werner inicialmente fundou três instituições de ensino: Colégio Maria da Anunciação (hoje Instituto Nossa Senhora da Anunciação, na atual cidade de Cerro Largo- RS), Colégio Nossa Senhora da Visitação  em Santo Ângelo-RS e um Colégio em Rosário do Sul. Posteriormente foi para Caicó tornando-se Superiora do Colégio Santa Teresinha do Menino Jesus. Esse educandário feminino e católico destinava-se a proporcionar  tanto uma formação escolar integral, por meio de uma sólida cultura quanto a despertar convicções cristãs.

### Educandário
Fundado por uma iniciativa conjunta do Bispo Diocesano de Natal, Dom José Pereira Alves; do Cônego Celso Cicco; do Governador do Rio Grande do Norte José Augusto Bezerra de Medeiros; e do prefeito Cel. Joel Damasceno. Iniciado suas atividades em 1925, com funcionamento na casa do prefeito (Atual Biblioteca Municipal Olegário Vale), enquanto que o prédio era construído.
No dia 1º de fevereiro de 1926, concluído o prédio, inicia-se o ano letivo, com 72 alunas matriculadas. O Ginásio recebeu a denominação de Santa Teresinha em homenagem àquela Santa francesa, cuja canonização coincidiu com o ano de sua fundação, 1925. No primeiro ano de funcionamento desse colégio religioso, as freiras por não dominarem a língua portuguesa, tanto precisaram contratar professores para ensinar as alunas, quanto para ensinar a  elas próprias.
Em 1926, o então presidente eleito, Washington Luis, esteve nas suas dependências para conhecer a instituição. Seguiram-se visitantes ilustres como Mário de Andrade e Luís da Câmara Cascudo.
Os espaços do edifício escolar compunham-se de salas de aulas distribuídas ao redor de um pátio central, esse tipo de arquitetura se pode encontrar em alguns colégios de ordens ou congregações religiosas construídos nos anos finais do século XIX  e nas primeiras décadas do século XX. Ao redor do pátio tinha-se  gabinete da Madre Superiora, secretária, biblioteca e a Capela dedicada à Santa Teresinha. Outros espaços eram o internato composto de dormitórios e salas de estudo das alunas internas. O estilo segue o ecletismo com influências do modernismo.

Em 1941 é criado o Curso Comercial de Contabilidade, reconhecido pela Portaria de janeiro de 1948. Outra Portaria Ministerial concedeu funcionamento ao Curso Ginasial, oficializado em 1947. Foi também criado, através do 1º Bispo dessa Diocese, Dom José Delgado de Medeiros, a Escola Doméstica Darci Vargas.
Em 1952, o Colégio passar a matricular alunos do sexo masculino.
Em 1971, a designação de Colégio foi substituída pelo nome de Educandário Santa Teresinha.
Em 2004, o Educandário Santa Teresinha foi ampliado com a fundação do Ensino superior criando a  Faculdade Católica Santa Teresinha.